# Rheinwald (commune)
Pour les articles homonymes, voir Rheinwald (homonymie).
Rheinwald est une commune suisse de la région de Viamala dans le canton des Grisons. Elle compte, en additionnant les chiffres des anciennes communes au 31 décembre 2016, 595 habitants.

## Histoire
Elle est fondée le 1er janvier 2019 par fusion des communes de Splügen, Nufenen et Hinterrhein, validée par votation communale le 8 décembre 2017 ; un premier projet, intégrant aussi Sufers et donc l'ensemble des communes de la vallée de Rheinwald, a été rejeté par les habitants de cette dernière commune en juin 2016,.

## Héraldique
Le blason de la nouvelle commune reprendra celui de l'ancien cercle de Rheinwald.